# Žledolom
Žledolòm je lomljenje delov dreves ali celih dreves zaradi žleda (obloge ledu na vejah in deblih).
Žledolom nastane, kadar se na drevesih nabere toliko ledu (žleda), da popustijo pod težo. Žled nastaja v specifičnih vremenskih razmerah. Običajno mora biti v višinah topel zrak, v nižinah pa hladen zrak s temperaturami pod ničlo. Veje dreves imajo temperaturo nekoliko pod 0 ºC in, ko nanje padejo dežne kapljice, zmrznejo. Ledeni oklep se povečuje, dokler ne postane pretežak. Takrat pride do lomljenja vej. Zaradi večje površine vej, na katere se prijema žled, so poškodbe pogostejše pri listavcih, med iglavci je po žledu zaradi krhkih vej najpogosteje poškodovan rdeči bor. Ob zmernem žledenju so poškodbe omejene predvsem na lomljenje posameznih vej, pri hujšem žledenju pa so prizadeti večji deli ali célo drevo. Od žleda poškodovano drevje je treba čim prej odstraniti iz gozda, da se ne razvijejo škodljivci. Sečnja in spravilo takšnega lesa sta bolj zahtevna in nevarna.